# Docena del panadero
En la cultura anglosajona, una docena del panadero (en inglés, baker's dozen), conocida también como docena larga o docena de fraile, se refiere a 13 unidades de algo, una más que una docena corriente.

## Origen
La expresión tiene sus orígenes en el siglo XII en Inglaterra. La referencia más antigua a esta expresión proviene del inglés del siglo XIII durante los estatutos decretados por el rey Enrique III (r. 1216-1272), denominado Assisa panis et cervisiæ. Los panaderos o elaboradores de cerveza que daban sus medidas por debajo de lo estipulado a sus clientes podían ser sometidos, mediante este decreto, a severos castigos. Para prevenir el error de ser tomado como tramposo y evitar perder una mano en ejecución pública, los panaderos asignaban al público en general 13 panes por el precio de 12, denominándolo como docena. Uno de los razonamientos más comunes durante la época era que al incluir 13 unidades en lugar de 12, intentaban prevenir "quedarse cortos" y que al poner 13 se previniera que no llegaran 12, debido a múltiples causas como: mal estado de una pieza, que fuera comida o quemada, etc. de esta forma se minimizaba el error mal interpretado. La práctica de esta cantidad, tan usual en aquellos tiempos puede verse documentada en la asociación de panaderos de Londres, la Worshipful Company of Bakers.

## Usos modernos
Aunque ya no existe el temor medieval de los panaderos, la docena del panadero se mantiene en el mundo anglosajón en empaques de galletas y otros productos panificados. Esto responde a que el apilamiento de 13 unidades soluciona problemas de empaquetamiento. Se puede ver que con un patrón de apilamiento moderno se llega a un índice de empaquetamiento de 3:2 en las cajas para trece unidades, aunque el empleo de un patrón hexagonal (4+5+4) puede hacerlo más denso, llegando hasta 11:6. Un ordenamiento de las barras de pan con patrón 4+5+4 tiene además de ofrecer un mayor empacamiento la ventaja de evitar las esquinas (fuente de daños). Es muy posible que los panadaderos de la época supieran esto de forma empírica, viendo que se llegaba a un empacamiento máximo.

## Otras interpretaciones
- La tira cómica B.C. tiene una entrada en el "Diccionario de Wiley" que define la docena del panadero como el "12 de hoy más una de ayer".